# Kaliya

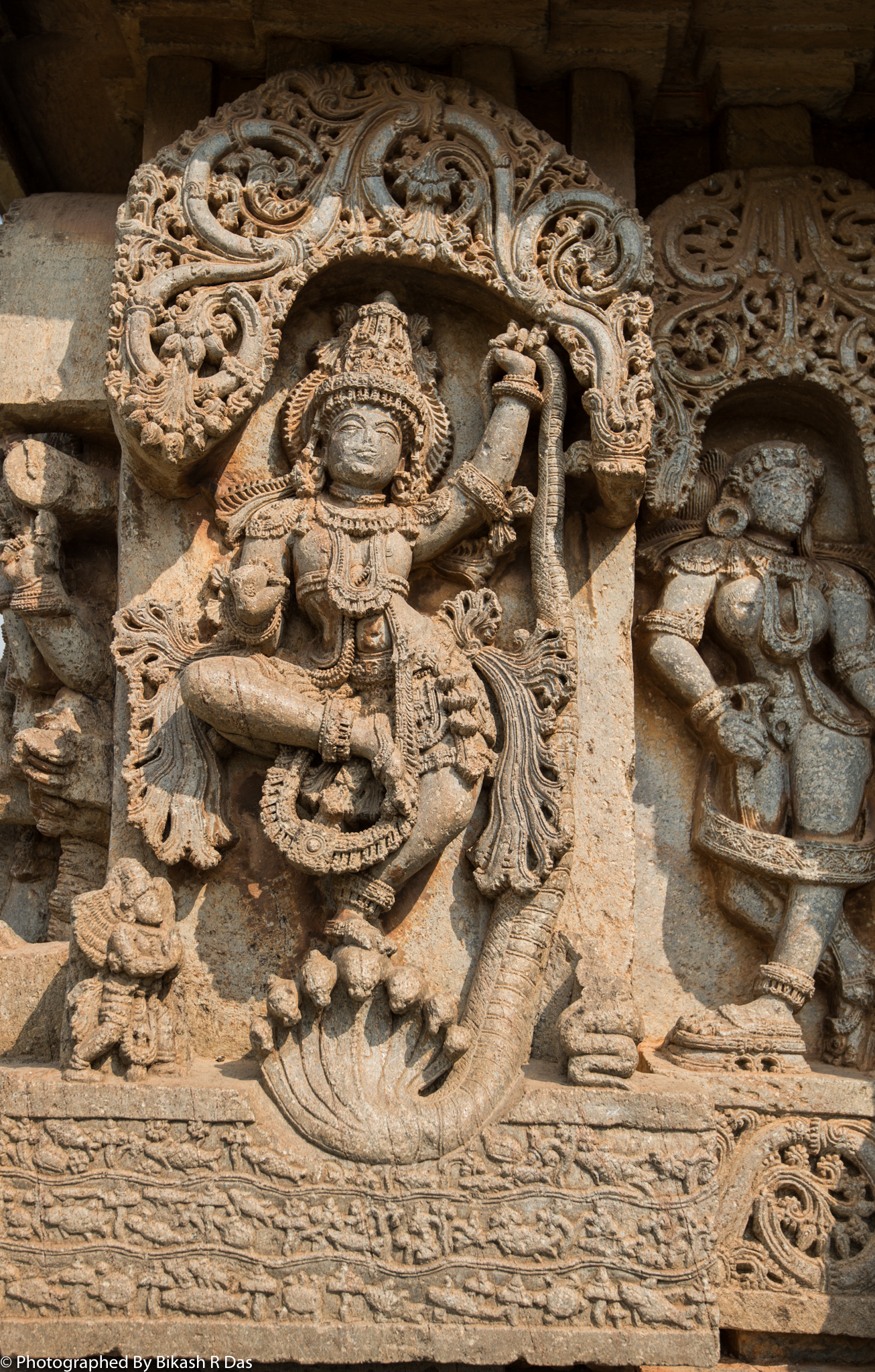
Tempel von Hosaholalu – Krishna auf den Köpfen von Kaliya tanzend (um 1250)

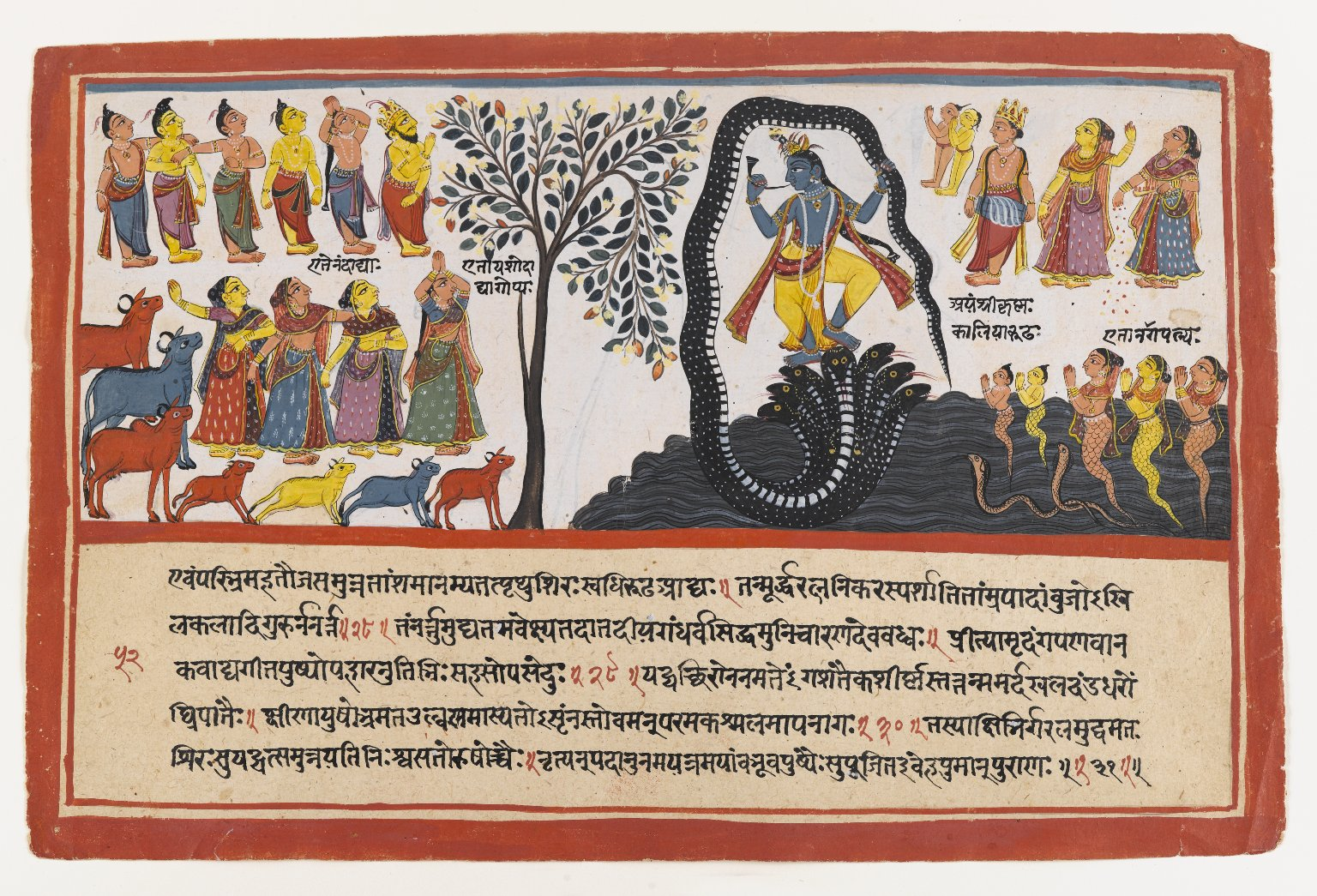
Krishna und Kaliya (um 1775)

Kaliya (Sanskrit: कालिय) ist eine hinduistische Gottheit oder ein Dämon (asura) in Gestalt einer vielköpfigen Schlange (naga). Sie gehört zum Legendenkreis des Hindu-Gottes Krishna.

## Mythos
Die Legende von Kaliya findet sich im 16. Kapitel des 10. Gesangs der Bhagavatapurana. Demzufolge lebte Kaliya in Vrindavan im Fluss Yamuna und sein Gift verseuchte das Wasser des Flusses im Umkreis von mehreren Meilen. Er war von Garuda, dem Begleittier (vahana) Vishnus und Feind aller Schlangen, hierhin vertrieben worden, wo ihn der Fluch eines yogis vor Garuda schützte. Eines Tages kletterte der mit anderen Hirtenjungen spielende Krishna auf einen am Ufer stehenden Baum; von dort fiel sein Ball ins Wasser und Krishna sprang hinterher. Sofort erhob sich Kaliya und seine über hundert Köpfe spien Gift; zudem wickelte er sich um Krishna, doch dieser blähte sich auf, so dass Kaliya ihn loslassen musste. Krishna schleuderte die Schlange umher, sprang auf sie und tanzte auf ihren Köpfen bis Blut hervortrat. Auf Bitten der zahlreichen Frauen Kaliyas, gestattete ihm Krishna sich ins Meer zurückzuziehen; daraufhin wurde das Wasser des Yamuna wieder genießbar.

## Darstellungen
Bereits in der mittelalterlichen Kunst Südindiens sind Darstellungen von Krishna (keshava oder venugopala) und Kaliya häufig anzutreffen. Mit zunehmender Beliebtheit Krishnas im ausgehenden Mittelalter und in der Neuzeit wurden auch gemalte Darstellungen immer populärer.